# Терлой-Мохк
Терлой-Мохк, Терлой-мохк, Терла, Тира (чечен. ТӀерлойн-мохк, тироевский диалект; ТIиера — ТIиеричу — ТIиерой/ТIиерий-Мохк) — высокогорный исторический край чеченского общества Тирой (Терлой). Расположен на юго-западе Чечни. Исторический центр — с. Никарой. Ныне территория входит в Галанчожский и Итум-Калинский районы.
Граничит на юге — с Хилдехарой и МIайста, на западе — Маьлхиста и Кей, на севере — с Нашха, Пешха и Мулкъа, на востоке — с Дишни-Мохк.
Самоназвание ТIиерой происходит от «ТIиера» (на плоскостном (литературном) диалекте ТIера) — «верхний, высокогорный» и -ра от ара — «поляна» и формат -рой (лой), указывающий на принадлежность к данной этнической группе. Жители горных районов по сей день называют ТIерлой-мохк — «ТIиерой-мохк», а его жителей «ТIиерой/ТIиерий», то есть верхние.
До депортации чеченцев в 1944 г., в ТIиерой-Мохке находилось свыше 40 селений и хуторов.

## История
Помимо шатойевцев (Шубуцкая земля) и области «Чечен» русских документах XVI—XVII вв. неоднократно встречаются наименования чеченских горных обществ обществ: терлой (Тарлав кабак), пешхой, тумсой, мулкой, гуной, чеберлой, аргунские чеченцы — кистичане.
Терлойн-мохк в прошлом был очень густо населён, в ущельях имелись такие селения как Бара, Бушни, Бурты, Гимрой, Гуро, Геши, Даьхча, Мештерой, Отты, Ушна, Эльпаро, Сенахой, Моцкара, Никарой, Бавла, Шюнда. Многие из этих населенных пунктов были башенного типа, а в черте одних, имелись замки. Выход из Терлойского ущелья и дорога в Грузию, которая проходит вдоль левого берега реки Аргун, прикрывались замком Кирд-Бавнаш, хозяином которого по чеченскому преданию был некий князь Берг-Бич.

### Кавказская война
Рассказывают, что во время Кавказской войны терлоевцы отказались подчиниться власти Имама Шамиля, и имам приказал сжечь всё вокруг в Терлой-мохке. Однако войска не смогли поднять на высоту артиллерию, и войскам пришлось отступить назад.

### Современность
Потомки бывших жителей Терлой-мохка возвращаются в горы, для того чтобы отыскать свои корни и восстановить свои родовые башни. Возрождение жизни в горной части Чечни вполне соответствует заявлениям руководства Чечни о том, что нужно сделать Чеченскую республику привлекательной для российских и иностранных туристов.
В Терлой-мохке в родовом селении тайпа, прошел конкурс живописных работ памяти Академика живописи Петра Захарова. Свои лучшие произведения на тему «Терлой мохк» показали талантливые художники Чечни. Конкурс был инициирован членом Союза писателей России, профессором Алауди Мусаевым, который является выходцем из тайпа Терлой.
Старший преподаватель кафедры изобразительного искусства Чеченского государственного педагогического университета, член Союза художников Российской федерации Элита Дадакаева представила свою картину под названием "Никарой.
В 2017 году в Итум-Калинском районе на родовом горе тайпа Терлой-Лам прошел съезд представителей тайпа Терлой.

### Поселения и башни
В селении Элда-пха имелось три боевые башни. Одна башня целиком разрушилась, от нее осталось лишь основание. Две другие сохранили по два этажа. Боевые башни и поселение Элдапха согласно преданию связано с именем Элди Талата.
В Моцкара имеются десятки жилых башен и два замкка. Один из которых состоит из двух пристроенных друг к другу жилых башнен, а второй — одна боевая башня и три жилые, огороженные каменной стеной высота составляет более двух метров. На стене одной из башен имеются петроглифы: крест в круге и спираль.
У селения Моцкъара, рядом с кладбищем, на которой имеются наземные склеповые могильники и поздние мусульманские захоронения, имеется языческое столпообразное святилище. Стены этого святилища сделаны из плитняка серого цвета на известковом растворе, стены эти отштукатуренный и побелены по цвету желтоватой известью. Кровля у святилища пирамидально-ступенчатая. Высота строения — составляет более двух метров. А со стороны фасада есть ниша стрельчатой формы.
Никара, в скорее всего, являлся одним из старейших поселений в Терлойн-мохк, которое являлся культовым центром и столицей терлойцев. Свидетельствовать об этом могут и развалены больших построек, древнейшие из них можно отнести к II—I тысячелетию до н. э.
В поселении Никара сохранились не менее десятка жилых башен, эти башни имеют три или четыре этажа, одна из них полубоевая башня пятиэтажная, другая боевая башня кровля напоминает пирамидально-ступени. Башни эти ступенями спускаются вниз по склону, в комплекс который представляет собой замок. Селение Бушни, имеются руины жилых башен, возведенных из огромных камней, в скорее всего, имеющие циклопическое происхождения.
После депортации чеченцев в 1944 году многие селения Терлойн-мохка были разрушены советскими войсками. Также наносились ракетные обстрелы по башням во время двух чеченских воин.
Барой (Бара) — крупный башенный комплекс находится расположенный в Терлойском ущелье.
Горой — башенный комплекс расположенный в Терлойском ущелье, расположенный на левом берегу горной речки Бара-эхк.
Кенах (Кхенах) — башенный комплекс расположенный в Терлойском ущелье, состоящий из одной боевой башни и более десятка жилых строений.
Элтпхарой (Эльта-Пхьа) — башенный комплекс расположенный в Терлойском ущелье, состоящий из трех боевых башен.
Кирда (Кӏирда, Кӏирда-бӏаьвнаш) — башенный комплекс расположенный ву начала Терлойского ущелья.
Оьшни — башенный комплекс расположенный в Терлойском ущелье, состоящий из двух полубоевых башен и около десятка жилых строений.

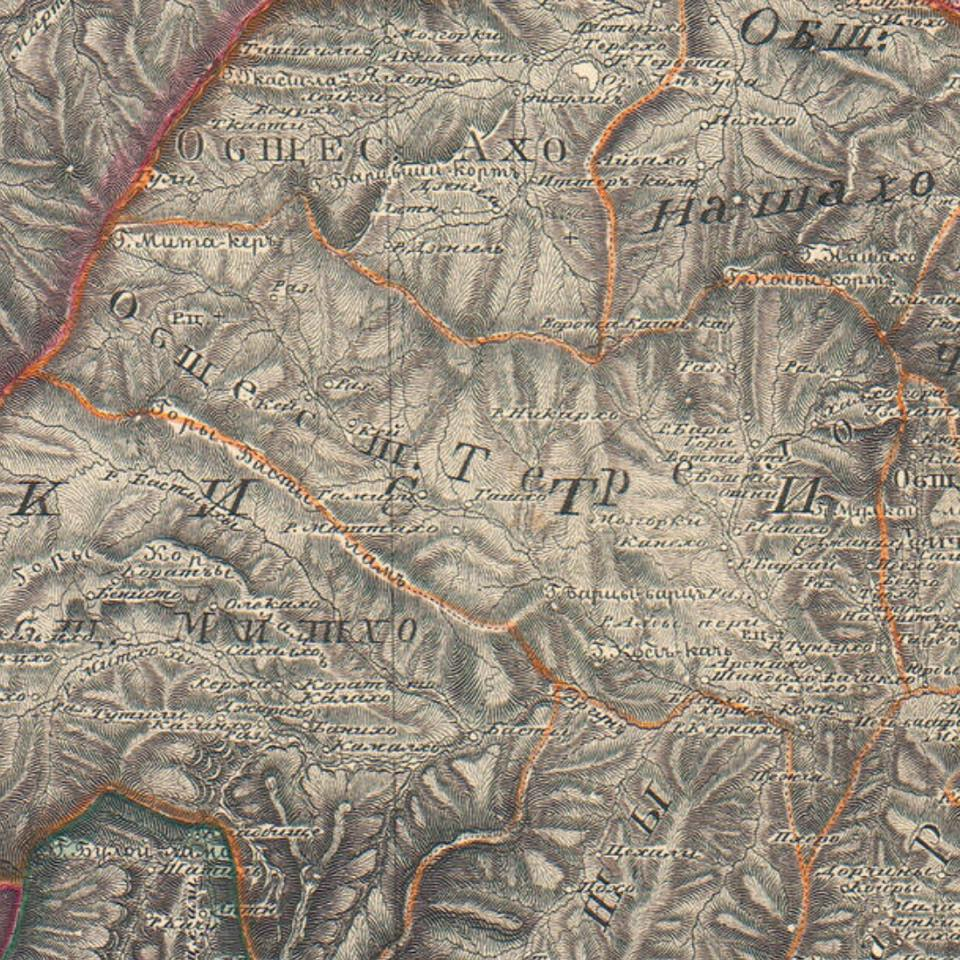
ТIиера на карте 1838 года
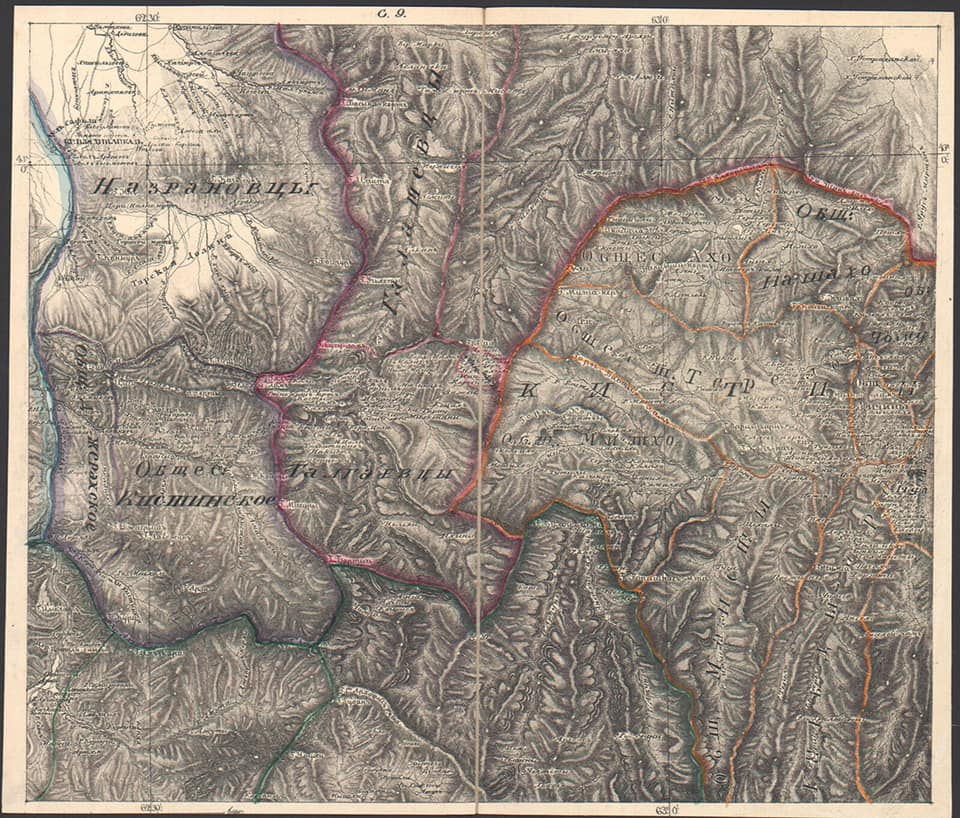
ТIиера на карте 1838 года

## Фотографии

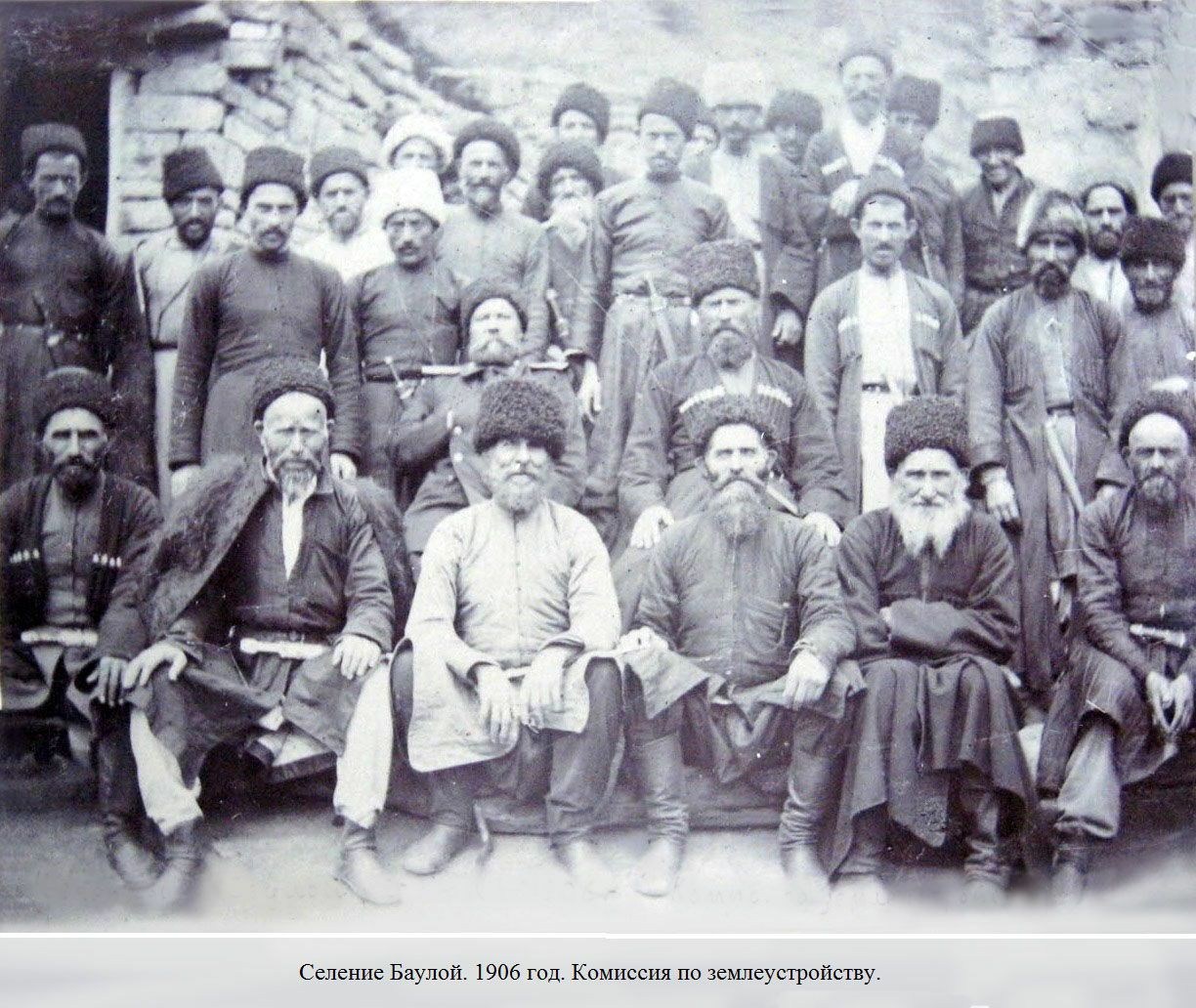
Селение Баулой 1906 год. Комиссия по землеустройству
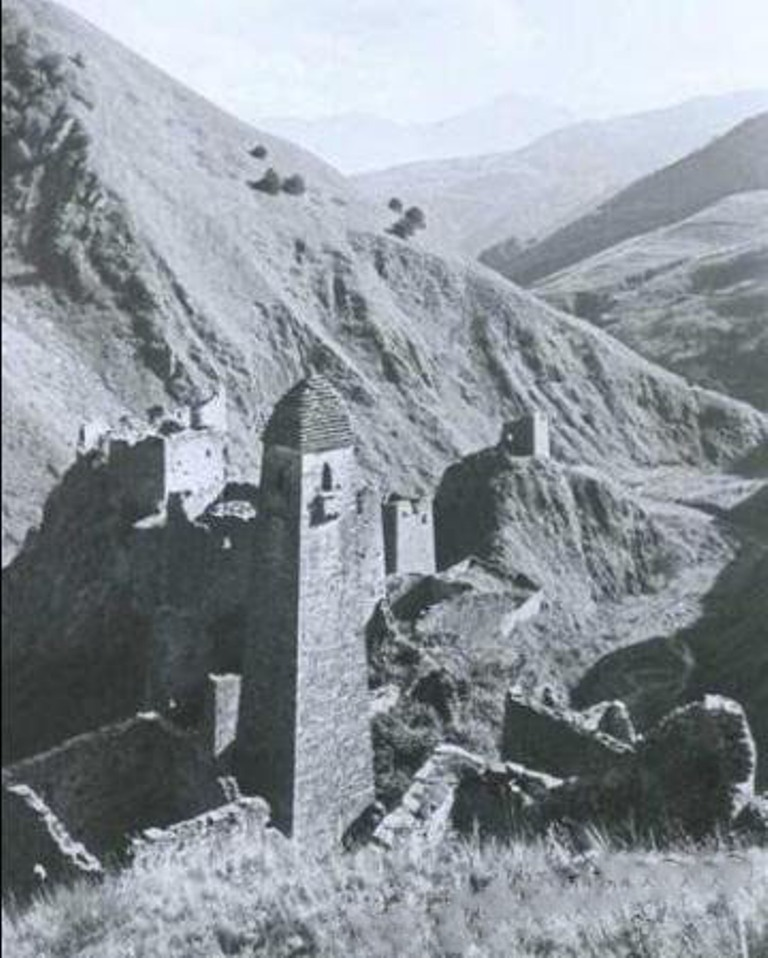
Развалины терлоевского аула Никарой (чеч. Никара)